# A Million Lights
A Million Lights é o terceiro álbum de estúdio da artista musical britânica Cheryl Cole, lançado em 15 de junho de 2012 pela Polydor Records. As sessões de gravações ocorreram entre os anos de 2011 e 2012, com músicas produzidas por Alex da Kid, Dada Life, Calvin Harris, Hy-Grade, Panther, Naughty Boy, Taio Cruz e will.i.am. A primeira faixa lançada como single foi "Call My Name", estreando em 20 de abril de 2012 na estação de rádio compatriota Capital FM.

## Lista de faixas
| N.º            | Título                            | Compositor(es)                                                          | Produtor(es)             | Duração |  |
| 1.             | "Under the Sun"                   | Alex da Kid,Mike Del Rio, Jayson DeZuzio, Steven Battey, Carlos Battey, | Alex da Kid              | 3:30    |  |
| 2.             | "Call My Name"                    | Calvin Harris                                                           | Harris                   | 3:28    |  |
| 3.             | "Craziest Things" (com will.i.am) | William Adams, Cheryl Cole, Shahid Khan, Andrea Martin                  | will.i.am                | 3:13    |  |
| 4.             | "Girl in the Mirror"              | Aaron Cowan, Jareth Rwamafa Johnson                                     | Pantha                   | 3:30    |  |
| 5.             | "A Million Lights"                | Greg Bonnick, Leon Price, Peter Renshaw, Tom Havelock                   | Agent X                  | 3:23    |  |
| 6.             | "Screw You" (com Wretch 32)       | Megan Nicolle Thomaston, Kingsley Brown, Daniel Traynor, Jermaine Scott | Hy-Grade                 | 3:37    |  |
| 7.             | "Love Killer"                     | Stefan Engblom STIM, Olle Corneer STIM, Kasia Livingston                | Dada Life                | 3:47    |  |
| 8.             | "Ghetto Baby"                     | Elizabeth Grant, Roy Kerr, Anu Pillai                                   | Kid Gloves               | 2:49    |  |
| 9.             | "Sexy Den a Mutha"                | Jim Beanz, Megan Nicolle Thomaston                                      | Beanz                    | 3:40    |  |
| 10.            | "Mechanics of the Heart"          | Taio Cruz, Mathias Wollo, Loick Essien                                  | Taio Cruz, Mathias Wollo | 3:16    |  |
| 11.            | "All Is Fair"                     | Beanz, Candice Nelson                                                   | Beanz                    | 3:25    |  |
| Duração total: | Duração total:                    | Duração total:                                                          | Duração total:           | 37:30   |  |

| Faixa bônus das edições australiana e brasileira |                     |                            |                      |         |  |
| N.º                                              | Título              | Compositor(es)             | Produtor(es)         | Duração |  |
| 12.                                              | "Last One Standing" | Billy Wes, Onique Williams | The Beamer Boyz, Wes | 3:10    |  |
| Duração total:                                   | Duração total:      | Duração total:             | Duração total:       | 40:40   |  |

| Faixas bônus da edição deluxe |                     |                                                                   |                                  |         |  |
| N.º                           | Título              | Compositor(es)                                                    | Produtor(es)                     | Duração |  |
| 12.                           | "Boys Lie"          | James “Jim Beanz” Washington, Roy “Dyshon” Warren & Koil Preample | Beanz, Roy Warren, Koil Preample | 3:39    |  |
| 13.                           | "One Thousand"      | Edvard Forre Erfjord, Henrik Michelsen, L. Marshall               |                                  | 3:43    |  |
| 14.                           | "Telescope"         | Dave Munday, Cara Salimando                                       |                                  | 2:32    |  |
| 15.                           | "Last One Standing" | Billy Wes, Onique Williams                                        | The Beamer Boyz, Wes             | 3:10    |  |
| Duração total:                | Duração total:      | Duração total:                                                    | Duração total:                   | 50:32   |  |

| Faixas bônus da edição box set super deluxe |                     |                                                     |                            |         |  |
| N.º                                         | Título              | Compositor(es)                                      | Produtor(es)               | Duração |  |
| 1.                                          | "Boys Lie"          | Beanz, Roy Warren, Koil Preample                    | Jim Beanz                  |         |  |
| 2.                                          | "One Thousand"      | Edvard Forre Erfjord, Henrik Michelsen, L. Marshall | Electric, Bibi Jones       |         |  |
| 3.                                          | "Telescope"         | Dave Munday, Cara Salimando                         | Dave Munday                |         |  |
| 4.                                          | "Last One Standing" | Billy Wes, Onique Williams                          | The Beamer Boyz, Billy Wes |         |  |
| 5.                                          | "I Like It"         | Beanz, Nelson, Cole                                 | Jim Beanz                  |         |  |
| 6.                                          | "Make You Go"       | Cameron Roberson, David Loeffler, Jaylien Wesley    | Jaylien Wesley             |         |  |
| 7.                                          | "Dum Dum"           | Wes, Williams                                       | The Beamer Boyz, Billy Wes |         |  |
| 8.                                          | "Teddy Bear"        | Beanz, Cole                                         | Jim Beanz                  |         |  |
| Duração total:                              | Duração total:      | Duração total:                                      | Duração total:             | 29:28   |  |

## Desempenho nas tabelas musicais

### Posições
| Tabela musical (2012)                     | Melhor posição |
| ----------------------------------------- | -------------- |
| Bélgica - Ultratop (Flandres)             | 144            |
| Escócia - The Official Charts Company     | 1              |
| Espanha - Productores de Música de España | 96             |
| Irlanda - Irish Albums Chart              | 2              |
| Reino Unido - UK Albums Chart             | 2              |
| Reino Unido - UK Official Download Chart  | 1              |

## Histórico de lançamento
| País        | Data                | Formato              | Gravadora                                   |
| ----------- | ------------------- | -------------------- | ------------------------------------------- |
| Irlanda     | 15 de junho de 2012 | CD, Download digital | Polydor                                     |
| Reino Unido | 18 de junho de 2012 | CD, Download digital | Polydor, Fascination, will.i.am Music Group |
| Polônia     | 19 de junho de 2012 | CD, Download digital | Universal Music Group                       |